# جامع الخضر (الموصل)
جامع الخضر هو جامع تاريخي يقع وسط مدينة الموصل (شارع الكورنيش). ويقع على شاطئ نهر دجلة، جنوبي الموصل، يبعد عن باب الطوب زهاء 500 متر.
سمي بالجامع المجاهدي باسم بانيه مجاهد الدين قيماز وكان يعرف بهذا الاسم إلى القرن التاسع للهجرة (القرن الرابع عشر الميلادي). وكان يعرف أيضاً بجامع الربض لأنهُ يقع في الربض الأسفل من المدينة (وأهل الربض هم أهل الموصل الساكنين خارج أسوار المدينة)، حيث كانوا بأمس الحاجة إلى بناء جامع لهم بعد أن أكتض الناس في جامعي الموصل (الأموي والنوري) للصلاة فيهما بصلاة الجمعة، فبني الجامع خارج السور وهو ثالث جامع بني لصلاة الجمعة في المدينة قديماً.
وفي القرون المتأخرة صار يعرف بـ«جامع الخضر» (لاعتقاد العامّة من أهل الموصل ان للخضر مقاماً به). وسمي أيضاً بالجامع الأحمر، لان مصلاه كان مصبوغاً باللون الأحمر. والاسمان الاخيران هما الغالبان عليهِ في هذه الايام، وفي سنة 580هـ /1184م، زار الموصل الرحالة الأندلسي ابن جبير، وصلى في جامع مجاهد الدين فاعجب به غاية الإعجاب لما شاهده من جميل موقعه، وحسن هندسته، وتنوع زخارفه، فقال في وصفه عند كلامه على الربض الأسفل: (... واحدث فيه بعض امراء البلدة – وكان يعرف بمجاهد الدين– جامعاً على شط دجلة، ما أرى وضع جامع أحفل منه بناء، يقصر الوصف عنه، وعن تزيينه وترتيبه، وكل ذلك نقش في الآجر، واما مقصورته فتذكر بمقاصير الجنة ويطيف به شبابيك حديد، تتصل بها مصاطب تشرف على دجلة، لا مقعد أشرف منها ولا أحسن، ووصفه يطول، وإنما وقع الإلماع بالبعض جريا إلى الاختصار).

## أسماء الجامع
للجامع عدة أسماء منها:
- الجامع الأحمر
- جامع الربض
- الجامع المجاهدي
- جامع مجاهد الدين[3]

## تاريخ الجامع
يرجع تاريخ بنائه إلى 572هـ.
ولقد أقيمت فيهِ صلاة الجمعة قبل أكتمال بنيانهِ في عام 575هـ، لأن مجاهد الدين أكمل بناء المصلى وأقيمت فيهِ صلاة الجمعة لحاجة الناس لذلك، لقد كان الجامع الأحمر أكبر مما هو عليهِ الآن، وأعتنى مجاهد الدين قيماز في بنيانهِ وتزيينه بكتابات مختلفة، كما وجدت فيهِ كتابة عربية بخط غريب لم يعثر على مثال لها في غير هذا الجامع، وزخارفهُ جميلة ووضع لهُ زخارف منوعة بالجبس، وبعضها الآخر بالآجر، وخير مثال على الأبداع الفني القطعة التي بقيت في أعلى المحراب وهي من الجبس، وكانت قبة المصلى مزينة من الظاهر بآجر مزلج، أزرق اللون مائلاً إلى الخضرة، كما إن بعض أقسام المسجد مزينة برخارف آجرية ناتئة، وذكر ابن الأثير إنه كان جامعاً كبيراً، وانه كان من أحسن الجوامع، حيث ذكر ذلك في حوادث سنة 575هـ: ((... وفيها قارب الجامع الذي بناهُ مجاهد الدين قيماز - بظاهر الموصل من جهة الجسر - الفراغ، وأقيمت فيهِ الصلوات الخمس والجمعة وهو من أحسن الجوامع)).
ويستدل من الكتابة التي كانت عليهِ إن عمارة الجامع كملت عام 576هـ، كما لاحظ ذلك الرحالة الدنماركي نيبور عام 1766م، وقال عنهُ: ((ويوجد خارج المدينة جامع كبير قديم يسمى الجامع الأحمر، ووجدت في داخلهِ تاريخاً وهو سنة 576هـ، ولم أستطع قراءة اسم بانيهِ لأن الكتابة كانت غير واضحة، ولقد قيل لي أن بانيهِ هو مجاهد الدين، ومن المحتمل أن مجاهد الدين هذا هو مجاهد الدين قيماز الذي ورد ذكره في تاريخ العالم العام)).
وهذه النقوش والكتابات التي تغطي الجامع قلما يجد مثلها في جوامع الموصل ومما يؤسف لهُ أن الترميمات المتتالية أهملت العناية بها وطمست معالم ما كان فيهِ من كتابات متنوعة وزخارف فلم يسلم منها سوى الزخارف الجبسية التي تعلو المحراب الرئيسي في المصلى وهو الذي يقابل الداخل إليهِ.
وفي العهود المتأخرة بعد سقوط الموصل بيد التتار والمغول صار المسجد في محل ناءٍ عن العمارة وترك الناس الصلاة فيهِ وأهمل أمره، فتداعى بنيانه وطمست الكثير من معالمهِ، وسقط قسم من البناء في نهر دجلة، وكانت ترى أنقاضه تظهر في مجرى النهر عندما تأخذ مياه النهر بالنقصان في فصل الصيف.
وفي عام 1139هـ، أهتم بأمر الجامع والي الموصل علي باشا، فرمم قسماً من المصلى، ثم قامت مديرية الأوقاف بترميمهِ وصيانته في نهاية القرن العشرين.

## الجامع اليوم
حذر إمام وخطيب الجامع طارقي حمدون من احتمالية انهيار الجامع ما لم يتم معالجة الضرر الحاصل بهيكله وأسسه.
للجامع انشطة منها تحفيظ القران بالمشاركة مع مديرية الوقف السني في نينوى.
ولقد قام تنظيم داعش بتفجير الجامع عام 2014-2015 لاعتقادهم بوجود قبر فيه.